# 郭志權 (商人)
郭志權 ，SBS，JP（1938年—），廣東中山人。永安百貨創辦人郭泉之孫、李佩材外孫、李樹培女婿，郭永淳的父親、郭志匡、郭志舜的兄長，永安國際集團執行董事(已退任)。
郭志權在1957年畢業於聖保羅男女中學中七年級，後到美國留學，於麻省理工學院物理系取得學士學位，其後再於哈佛大學物理系取得碩士及博士學位。畢業後曾在美國IBM研究中心擔任研究員。1970年回到香港協助郭氏家族永安集團生意，1983年，郭氏家族第二代掌舵人郭琳珊（郭志桁父親、郭永淳叔祖父）逝世，郭志權接替成為永安集團主席，郭志權之弟郭志匡則擔任永安銀行總經理。
1985年，香港因前途問題引起港元危機，導致多間銀行受影響，郭氏家族旗下的永安銀行受到波及，被恒生銀行收購，而郭志匡則被指控批准非法貸款，需要辭職，郭志權亦因此引咎辭職，永安集團主席職務由堂弟郭志樑（郭琳珊兒子）接替。郭志權現為永安國際集團執行董事。
目前為香港智權教育中心主席。

## 公職
- 香港中華基督教青年會名譽會長
- 自由民主聯會副主席
- 前香港市政局議員
- 前香港房屋委員會委員
- 前香港基本法諮詢委員會副主任
- 1993年 港事顧問

## 榮譽
- 太平紳士
- 2003年10月 銀紫荊星章[3]

## 資料來源
1. ↑  . 華僑日報. 1957-12-04: 15  [2023-08-27]. （原始内容存档于2023-08-27）.
2. 1 2  . 華僑日報. 1965-07-10: 14  [2022-04-21]. （原始内容存档于2022-08-23）.
3. ↑  . 文匯報. 2003-07-01  [2020-10-18]. （原始内容存档于2020-11-05）.